# Стенли куп плејоф 2013.
Стенли куп плејоф Националне хокејашке лиге (НХЛ) који је одигран 2013. године почео је 30. априла а завршен 24. јуна победом Чикаго блекхокса над Бостон бруинсима, резултатом 4-2 у финалној серији. Овим тријумфом, Чикаго блекхокси стигли су до свог петог Стенлијевог трофеја у овом такмичењу.
Регуларна сезона је била скраћена са 82 не 48 утакмица по екипи а плејоф је померен пар недеља касније због локаута у НХЛ-у.
Шеснаест тимова који су се пласирали у плејоф, по осам из обе дивизије, играли су елиминаторни турнир у серијама на четири добијене утакмице кроз четири фазе такмичења (четвртфинале конференције, полуфинале конференције, финале конференције и Стенли куп финале). Овај формат се примењује од плејофа 1999. године.
Торонто мејпл лифси су се вратили у плејоф још оф 2004. године, прекидајући при том један од најдужих негативних рекорда у историји НХЛ лиге. Од проширења 1967. године само су Колорадо рокиси/Њу Џерзи девилси (1979. до 1987) и Флорида пантерси (2001. до 2011) имали дужи континуитет одсуства из плејофа.
Након 1996. поново су сви тимови оригиналне шесторке успели да се пласирају у елиминациону фазу. Четири тима из Канаде су успела да се пласирају у овај плејоф (Монтреал, Отава, Торонто и Ванкувер), највише од 2006. Такође, након 2004. године поново су се два канадска клуба сусрела у плејофу. Други пут у три године, сва три клуба из Калифорније квалификовала су се за плејоф. Први пут од 2007. године, и тек трећи пут у историји, ни један од четири клуба из бивше ВХА лиге није успео да се домогне плејофа - Каролина (тада Хартфорд вејлерси), Колорадо (тада Квебек нордикси), Финикс (тада Винипег џетси) и Едмонтон.
Први пут икада, последњих пет клубова који су остали у плејофу били су и победници претходних пет Стенли куп финала - Детроит ред вингси (2008), Питсбург пенгвинси (2009), Чикаго блекхокси (2010), Бостон бруинси (2011) и Лос Анђелес кингси (2012); а како је Детроит први од ових пет елиминисан, четворо финалиста конференција су били и претходна четири освајача Стенлијевог трофеја (последњи пут се то догодило 1945. године).
Овај плејоф остаће упамћен и по првом сусрету два тима из оригиналне шесторке у Стенли куп финалу (Чикаго и Бостон) још од 1979. године када су Монтреал канадијанси победили Њујорк ренџерсе. Блекхокси су такође постали и први освајач Президентс трофеја који је узео Стенлија још од 2008. године (Детроит ред вингси).
Патрик Кејн из Чикаго блекхокса добио је на крају плејофа Кон Смајтов трофеј као најкориснији играч (МВП) елиминационог турнира (19 поена, 9 голова, 10 асистенција).
Чек 27 утакмица у овом плејофу је завршено након једног или више продужетака, што је највише од 1993. године и други најбољи резултат у историји такмичења.

## Учесници плејофа
У плејоф су се пласирали шампиони свих шест дивизија и по пет најбољих екипа из сваке конференције на основу коначне табеле након завршетка регуларног дела сезоне 2012/13, укупно 16 тимова, по осам из сваке конференције. Тимовима су додељене позиције 1-8 на основу пласмана у својој конференцији.
Питсбург пенгвинси (Атлантик), Вашингтон капиталси (Југоисток), Монтреал канадијанси (Североисток), Чикаго блекхокси (Централ), Анахајм дакси (Пацифик) и Ванкувер канакси (Северозапад) били су шампиони својих дивизија по завршетку лигашког дела сезоне 2012/13. Чикаго блекхокси су освојили и трофеј Президентс као најбоље пласирани тим лигашког дела такмичења (77 бодова).
Тимови који су се квалификовали за Стенли куп плејоф 2013. следе испод.
| Шампиони источних дивизија |                                    |        |
| #                          | Клуб                               | Бодови |
| (1)                        | Питсбург пенгвинси (Атлантик)      | 72     |
| (2)                        | Монтреал канадијанси (Североисток) | 63     |
| (3)                        | Вашингтон капиталси (Југоисток)    | 57     |
|                            |                                    |        |
| По пласману на Истоку      |                                    |        |
| #                          | Клуб                               | Бодови |
| (4)                        | Бостон бруинси (Североисток)       | 62     |
| (5)                        | Торонто мејпл лифси (Североисток)  | 57     |
| (6)                        | Њујорк ренџерси (Атлантик)         | 56     |
| (7)                        | Отава сенаторси (Североисток)      | 56     |
| (8)                        | Њујорк ајлендерси (Атлантик)       | 55     |

| Шампиони западних дивизија |                                |        |
| #                          | Клуб                           | Бодови |
| (1)                        | Чикаго блекхокси (Централ)     | 77     |
| (2)                        | Анахајм дакси (Пацифик)        | 66     |
| (3)                        | Ванкувер канакси (Северозапад) | 59     |
|                            |                                |        |
| По пласману на Западу      |                                |        |
| #                          | Клуб                           | Бодови |
| (4)                        | Сент Луис блуз (Централ)       | 60     |
| (5)                        | Лос Анђелес кингси (Пацифик)   | 59     |
| (6)                        | Сан Хозе шаркси (Пацифик)      | 57     |
| (7)                        | Детроит ред вингси (Централ)   | 56     |
| (8)                        | Минесота вајлдси (Северозапад) | 55     |

## Распоред и резултати серија
| Четвртфинала конференција (прва рунда) |

| Источна конференција | Источна конференција | Источна конференција | Источна конференција | Источна конференција |
| -------------------- | -------------------- | -------------------- | -------------------- | -------------------- |
| (1)                  | Питсбург пенгвинси   | 4-2                  | Њујорк ајлендерси    | (8)                  |
| (2)                  | Монтреал канадијанси | 1-4                  | Отава сенаторси      | (7)                  |
| (3)                  | Вашингтон капиталси  | 3-4                  | Њујорк ренџерси      | (6)                  |
| (4)                  | Бостон бруинси       | 4-3                  | Торонто мејпл лифси  | (5)                  |

| Западна конференција | Западна конференција | Западна конференција | Западна конференција | Западна конференција |
| -------------------- | -------------------- | -------------------- | -------------------- | -------------------- |
| (1)                  | Чикаго блекхокси     | 4-1                  | Минесота вајлдси     | (8)                  |
| (2)                  | Анахајм дакси        | 3-4                  | Детроит ред вингси   | (7)                  |
| (3)                  | Ванкувер канакси     | 0-4                  | Сан Хозе шаркси      | (6)                  |
| (4)                  | Сент Луис блуз       | 2-4                  | Лос Анђелес кингси   | (5)                  |

| Полуфинала конференција (друга рунда) |

| Источна конференција | Источна конференција | Источна конференција | Источна конференција | Источна конференција |
| -------------------- | -------------------- | -------------------- | -------------------- | -------------------- |
| (1)                  | Питсбург пенгвинси   | 4-1                  | Отава сенаторси      | (7)                  |
| (4)                  | Бостон бруинси       | 4-1                  | Њујорк ренџерси      | (6)                  |

| Западна конференција | Западна конференција | Западна конференција | Западна конференција | Западна конференција |
| -------------------- | -------------------- | -------------------- | -------------------- | -------------------- |
| (1)                  | Чикаго блекхокси     | 4-3                  | Детроит ред вингси   | (7)                  |
| (5)                  | Лос Анђелес кингси   | 4-3                  | Сан Хозе шаркси      | (6)                  |

| Финала конференција |

| Источна конференција | Источна конференција | Источна конференција | Источна конференција | Источна конференција |
| -------------------- | -------------------- | -------------------- | -------------------- | -------------------- |
| (1)                  | Питсбург пенгвинси   | 0-4                  | Бостон бруинси       | (4)                  |

| Западна конференција | Западна конференција | Западна конференција | Западна конференција | Западна конференција |
| -------------------- | -------------------- | -------------------- | -------------------- | -------------------- |
| (1)                  | Чикаго блекхокси     | 4-1                  | Лос Анђелес кингси   | (5)                  |

| СТЕНЛИ КУП ФИНАЛЕ |                  |     |                |       |
| (З-1)             | Чикаго блекхокси | 4-2 | Бостон бруинси | (И-4) |

| Шампиони 2013.                 |
| ------------------------------ |
| Чикаго блекхокси (пета титула) |

## Статистика

### Тимови
| Клуб                 | ОУ | П  | И | ГД | ГП | ГДУ  | ГПУ  | ИВ   | ИМ   |
| -------------------- | -- | -- | - | -- | -- | ---- | ---- | ---- | ---- |
| Чикаго блекхокси     | 23 | 16 | 7 | 64 | 48 | 2.78 | 2.09 | 11.4 | 90.8 |
| Бостон бруинси       | 22 | 14 | 8 | 65 | 47 | 2.95 | 2.14 | 17.5 | 88.7 |
| Лос Анђелес кингси   | 18 | 9  | 9 | 37 | 34 | 2.06 | 1.89 | 17.3 | 87.7 |
| Питсбург пенгвинси   | 15 | 8  | 7 | 49 | 40 | 3.27 | 2.67 | 21.3 | 92.3 |
| Сан Хозе шаркси      | 11 | 7  | 4 | 25 | 22 | 2.27 | 2.00 | 22.0 | 76.7 |
| Детроит ред вингси   | 14 | 7  | 7 | 33 | 37 | 2.36 | 2.64 | 16.3 | 77.5 |
| Њујорк ренџерси      | 12 | 5  | 7 | 26 | 28 | 2.17 | 2.33 | 9.1  | 75.0 |
| Отава сенаторси      | 10 | 5  | 5 | 31 | 31 | 3.10 | 3.10 | 18.2 | 79.5 |
| Торонто мејпл лифси  | 7  | 3  | 4 | 18 | 22 | 2.57 | 3.14 | 23.8 | 85.0 |
| Анахајм дакси        | 7  | 3  | 4 | 21 | 18 | 3.00 | 2.57 | 28.0 | 76.0 |
| Вашингтон капиталси  | 7  | 3  | 4 | 12 | 16 | 1.71 | 2.29 | 18.8 | 92.8 |
| Њујорк ајлендерси    | 6  | 2  | 4 | 17 | 25 | 2.83 | 4.17 | 10.0 | 66.7 |
| Сент Луис блуз       | 6  | 2  | 4 | 10 | 12 | 1.67 | 2.00 | 11.8 | 86.7 |
| Минесота вајлдси     | 5  | 1  | 4 | 7  | 17 | 1.40 | 3.40 | 0.0  | 84.6 |
| Монтреал канадијанси | 5  | 1  | 4 | 9  | 20 | 1.80 | 4.00 | 15.8 | 76.0 |
| Ванкувер канакси     | 4  | 0  | 4 | 8  | 15 | 2.00 | 3.75 | 20.0 | 70.8 |

Статистика је преузета са званичног сајта НХЛ лиге.
(Легенда: ОУ-одигране утакмице; П-победе; И-изгубљене утакмице; ГД-дати голови; ГП-примљени голови; ГДУ-просек датих голова по утакмици; ГПУ-просек примљених голова по утакмици; ИВ-реализација играча више; ИМ-одбрана са играчем мање)